# Waltham, Kent
Waltham är en ort och civil parish i grevskapet Kent i sydöstra England. Orten ligger i distriktet Canterbury, cirka 10 kilometer sydväst om Canterbury och cirka 11,5 kilometer nordost om Ashford. Civil parishen hade 443 invånare vid folkräkningen år 2021.